# Jean le Rond d'Alembert
Jean le Rond d'Alembert (Parijs, 16 november 1717 - aldaar, 29 oktober 1783) was een Franse wiskundige, natuurkundige en filosoof.
Hij was een buitenechtelijke zoon van Louis-Camus Destouches en Madame de Tencin. Zijn vader was artillerie-officier en verbleef bij zijn geboorte in het buitenland. Zijn moeder legde hem te vondeling bij de kerk Saint Jean le Rond in Parijs. Vandaar de naam "Jean le Rond". Hij werd opgenomen in het gezin van een glazenier. Zijn vader zorgde financieel voor zijn opvoeding, maar erkende hem niet.
D'Alembert studeerde onder andere theologie bij de Jansenisten, was jurist en heeft korte tijd geneeskunde gestudeerd. In juli 1739 begon hij zijn carrière als wiskundige. Hij heeft een grote bijdrage geleverd aan de partiële differentiaalvergelijkingen. Hij formuleerde ook enkele convergentiecriteria voor reeksen. Hij publiceerde een onvolledig bewijs van de Hoofdstelling van de algebra
D'Alembert is wereldberoemd geworden door zijn samen met Denis Diderot tussen 1752 en 1772 uitgegeven Encyclopédie ou dictionnaire raisonné des sciences, des arts et des métiers, een van de belangrijkste vroege encyclopedieën in Europa.
Als "encyclopédiste" verkeerde D'Alembert in de kring van Condillac, Buffon, Marmontel, Helvétius, D'Holbach, Turgot, Condorcet en in mindere mate ook Voltaire. D'Alembert was als wiskundige politiek minder omstreden dan de andere encyclopedisten, die van atheïsme werden verdacht. Hij bleef steeds een deïst, tenminste officieel, en wordt gerekend tot de sceptische agnosten. D'Alembert noemde het socinianisme een verkapt deïsme.
Zijn bijdragen aan de Encyclopédie, die tussen 1751 en 1780 verscheen, waren gevarieerd. In het eerste deel schreef hij de Discours préliminaire, een soort ‘manifest van de Verlichting’ dat hem beroemd maakte. Hij schreef ook meer dan 1 700 encyclopedische artikelen voor het werk, voornamelijk op het gebied van de natuurwetenschappen. Hij was het ook die de ideologische richting van het werk bepaalde via polemische voorwoorden en belangrijke artikelen zoals over Genève.
D'Alembert correspondeerde ook met vorsten van het verlichte absolutisme zoals koning Frederik II van Pruisen en de Russische keizerin Catharina II. Maar zijn wantrouwen jegens de machthebbers was altijd wakker. In zijn Essai sur la société des gens de lettres et des grands (“Essay over de samenleving van de literatoren en de groten”) uit 1759 roept hij intellectuelen op zich te bevrijden van hun vernederende rol als hovelingen van adellijke beschermheren. D'Alembert was ook een briljante vertaler van Tacitus. Hij was lid of erelid van de Keizerlijke Academie van Wetenschappen en Schone kunsten (Sint Petersburg, 1764), de Pruisische Academie van Wetenschappen (Berlijn), de American Academy of Arts and Sciences (1781), de Académie des sciences en de Académie française (beide Parijs), waarvan hij in 1772 algemeen secretaris voor het leven werd. Hij was lid van de Parijse vrijmetselaarsloge Les Neuf Sœurs. In 1754 werd D'Alembert verkozen tot lid van de Académie française.

## Nomenclatuur op de Maan
- Het inslagbekken d'Alembert op de achterzijde van de Maan (51° Noord / 165° Oost, LAC 18).
- De bergketen Montes d'Alembert, ten westen van de walvlakten Grimaldi en Riccioli aan de westelijke rand van de naar de Aarde toegekeerde kant van de Maan.

- Bibsys: 90145098
- Biblioteca Nacional de Chile: 000078033
- Biblioteca Nacional de España: XX1152802
- Bibliothèque nationale de France: cb118883708 (data)
- Catàleg d'autoritats de noms i títols de Catalunya: 981058523445506706
- CiNii: DA01892113
- Gemeinsame Normdatei: 11850178X
- Historisch woordenboek van Zwitserland: 032402
- International Standard Name Identifier: 0000 0001 2130 8926
- KulturNav: bb0528b1-7bf6-4522-8923-37adad40700f
- Library of Congress Control Number: n50059010
- Nationale Bibliotheek van Letland: 000245432
- Mathematics Genealogy Project: 108266
- Bibliotheek van het Japanse parlement: 00431196
- Nationale Bibliotheek van Tsjechië: jn19981000545
- Nationale bibliotheek van Australië: 35002898
- Nationale Bibliotheek van Israël: 987007257513805171
- Nationale Bibliotheek van Polen: a0000001190089
- Nationale en Universitaire bibliotheek Zagreb: 000079186
- Nederlandse Thesaurus van Auteursnamen: 068929005
- Russische Staatsbibliotheek: 000079677
- Istituto Centrale per il Catalogo Unico: CFIV081930
- LIBRIS: 205308
- SNAC: w66q27dz
- Système universitaire de documentation: 02668120X
- Trove: 785548
- Union List of Artist Names: 500220299
- Virtual International Authority File: 46756283
- WorldCat: E39PBJdcxVrgTPjjVKk3gybw4q